# Parapenaeus politus
Parapenaeus politus är en kräftdjursart som först beskrevs av Sidney Irving Smith 1881.  Parapenaeus politus ingår i släktet Parapenaeus och familjen Penaeidae. Inga underarter finns listade i Catalogue of Life.